# Euclystis planitis
Euclystis planitis là một loài bướm đêm trong họ Erebidae.